# Женска фудбалска репрезентација Екваторијалне Гвинеје
Женска фудбалска репрезентација Екваторијалне Гвинеје (шп. Selección femenina de fútbol de Guinea Ecuatorial) је национални фудбалски тим који представља Екваторијалну Гвинеју на међународним такмичењима и под контролом је Фудбалског савеза Екваторијалне Гвинеје (FeGuiFut) (шп. Federación Ecuatoguineana de Fútbol, FeGuiFut), владајућег тела за фудбал у Екваторијалној Гвинеји.
Тим је освојио првенство Африке за жене 2012, победивши у финалу репрезентацију Јужне Африке резултатом 4 : 0.
Екваторијална Гвинеја је трећа женска репрезентација (од шест) из Афричке фудбалске конфедерације која се квалификовала за ФИФА Светско првенство за жене (Нигерија, Гана, Камерун, Обала Слоноваче и Јужна Африка су остале).

## Историја
Поразили су Јужну Африку резултатом 2 : 1 у квалификацијама за Олимпијске игре 18. фебруара 2007, али су у реваншу изгубили резултатом 4 : 2. На Првенству Африке у фудбалу за жене 2008. (које су биле домаћини), остале су непоражене у групи А у којој су били Камерун, Конго и Мали. Савладали су Нигерију са 1 : 0 у полуфиналу и освојили првенство победивши Јужну Африку са 2 : 1. Постале су прва (и, до сада, једина) нација осим Нигерије која је освојила женско првенство у афричком фудбалу. Они су дебитовали на међународном турниру на Светском првенству у фудбалу за жене 2011. године, изгубивши све три утакмице групне фазе против Норвешке, Аустралије и Бразила.
2012. године, Екваторијална Гвинеја је била домаћин и освојила првенство Африке за жене 2012. Победили су у полуфиналу са 2 : 0 против Камеруна, а у финалу 4 : 0 против Јужне Африке, са два гола Глорије Чинасе и по једним Тиге (Адријана Апаресида Коста) и капитеном Геновеве Анонман.
Због тога што је Џејд Бохо убацила у игру без довршетка своје једнократне промене (из Шпаније), Екваторијална Гвинеја је дисквалификована са турнира у женском фудбалу на Олимпијским играма 2012.
Проблеми са натурализованим играчима (углавном из Бразила) довели су до забране учешћа на Олимпијском турниру за жене 2020. и Светском првенству 2019.
Између 2006. и 2010. Билгиса и Салимата Симпоре, брат и сестра из Буркине Фасо, играли су за Екваторијалну Гвинеју – први као централни дефанзивац, а други као центарфор. Осим механизма којим су натурализовани (слично Бразилцима), главна контроверза око Симпоре је настала у вези са тим да ли су они заправо два мушкарца. Отприлике у априлу 2011. из репрезентације их је уклонио бразилски селектор италијанског порекла Марсело Фригерио, само неколико месеци пре учешћа на Светском првенству. Од тада, браћа и сестре Симпоре никада нису позвани. Године 2015, Фригерио, сада бивши селектор репрезентације, рекао је бразилској штампи да су то мушкарци.

## Достигнућа
Утакмице и голови закључно са 25. јануар 2021.
Играчи чија су имена означена подебљаним словима су и даље активни, барем на клупском нивоу.
| # | Име              | Утакмица | Голови | Период    |
| - | ---------------- | -------- | ------ | --------- |
| 1 | Геновева Ањонман | 32       | 24     | 2002–2018 |

| # | Име              | Голови | Утакмица | Однос | Период    |
| - | ---------------- | ------ | -------- | ----- | --------- |
| 1 | Геновева Ањонман | 24     | 32       | 0.75  | 2002–2018 |

## Такмичарски рекорд

### Светско првенство за жене
| Светско првенство у фудбалу за жене − резултати | Светско првенство у фудбалу за жене − резултати | Светско првенство у фудбалу за жене − резултати | Светско првенство у фудбалу за жене − резултати | Светско првенство у фудбалу за жене − резултати | Светско првенство у фудбалу за жене − резултати | Светско првенство у фудбалу за жене − резултати | Светско првенство у фудбалу за жене − резултати | Светско првенство у фудбалу за жене − резултати |
| Година                                          | Резултат                                        | Позиција                                        | Ута                                             | Поб                                             | Нер                                             | Изг                                             | ГД                                              | ГП                                              |
| ----------------------------------------------- | ----------------------------------------------- | ----------------------------------------------- | ----------------------------------------------- | ----------------------------------------------- | ----------------------------------------------- | ----------------------------------------------- | ----------------------------------------------- | ----------------------------------------------- |
| 1991                                            | Нису учествовале                                | -                                               | -                                               | -                                               | -                                               | -                                               | -                                               | -                                               |
| 1995                                            | Нису учествовале                                | -                                               | -                                               | -                                               | -                                               | -                                               | -                                               | -                                               |
| 1999                                            | Нису учествовале                                | -                                               | -                                               | -                                               | -                                               | -                                               | -                                               | -                                               |
| 2003                                            | Нису се квалификовале                           | -                                               | -                                               | -                                               | -                                               | -                                               | -                                               | -                                               |
| 2007                                            | Нису се квалификовале                           | -                                               | -                                               | -                                               | -                                               | -                                               | -                                               | -                                               |
| 2011                                            | Групна фаза                                     | 3                                               | 0                                               | 0                                               | 3                                               | 2                                               | 7                                               | −5                                              |
| 2015                                            | Нису се квалификовале                           | -                                               | -                                               | -                                               | -                                               | -                                               | -                                               | -                                               |
| 2019                                            | Избачене са такмичења                           | -                                               | -                                               | -                                               | -                                               | -                                               | -                                               | -                                               |
| 2023                                            | Нису се квалификовале                           | -                                               | -                                               | -                                               | -                                               | -                                               | -                                               | -                                               |
| Укупно                                          | 1/9                                             | 3                                               | 0                                               | 0                                               | 3                                               | 2                                               | 7                                               | −5                                              |

*Жребови укључују утакмице где је одлука пала извођењем једанаестераца.
| Светско првенство у фудбалу за жене − резултати | Светско првенство у фудбалу за жене − резултати | Светско првенство у фудбалу за жене − резултати | Светско првенство у фудбалу за жене − резултати | Светско првенство у фудбалу за жене − резултати | Светско првенство у фудбалу за жене − резултати |
| Година                                          | Коло                                            | Датум                                           | Противник                                       | Резултат                                        | Стадион                                         |
| ----------------------------------------------- | ----------------------------------------------- | ----------------------------------------------- | ----------------------------------------------- | ----------------------------------------------- | ----------------------------------------------- |
| 2011                                            | Групна фаза                                     | 29. јун                                         | Норвешка                                        | И 0 : 1                                         | ВВК Арена, Аугсбург                             |
| 2011                                            | Групна фаза                                     | 3. јул                                          | Аустралија                                      | И 2 : 3                                         | Рурстадион, Бохум                               |
| 2011                                            | Групна фаза                                     | 6. јул                                          | Бразил                                          | И 0 : 3                                         | Комерцбанк арена, Франкфурт                     |

#### Олимпијске игре
| Олимпијске игре − резултати | Олимпијске игре − резултати | Олимпијске игре − резултати | Олимпијске игре − резултати | Олимпијске игре − резултати | Олимпијске игре − резултати | Олимпијске игре − резултати | Олимпијске игре − резултати |                       |
| Година                      | Резултат                    | Ута                         | Поб                         | Нер                         | Изг                         | ГД                          | ГП                          |                       |
| --------------------------- | --------------------------- | --------------------------- | --------------------------- | --------------------------- | --------------------------- | --------------------------- | --------------------------- | --------------------- |
| 1996                        | Нису се учествовале         | Нису се учествовале         | Нису се учествовале         | Нису се учествовале         | Нису се учествовале         | Нису се учествовале         | Нису се учествовале         | Нису се учествовале   |
| 2000                        | Нису се учествовале         | Нису се учествовале         | Нису се учествовале         | Нису се учествовале         | Нису се учествовале         | Нису се учествовале         | Нису се учествовале         | Нису се учествовале   |
| 2004                        | Нису се квалификовале       | Нису се квалификовале       | Нису се квалификовале       | Нису се квалификовале       | Нису се квалификовале       | Нису се квалификовале       | Нису се квалификовале       | Нису се квалификовале |
| 2008                        | Нису се квалификовале       | Нису се квалификовале       | Нису се квалификовале       | Нису се квалификовале       | Нису се квалификовале       | Нису се квалификовале       | Нису се квалификовале       | Нису се квалификовале |
| 2012                        | Дисквалификоване            | Дисквалификоване            | Дисквалификоване            | Дисквалификоване            | Дисквалификоване            | Дисквалификоване            | Дисквалификоване            | Дисквалификоване      |
| 2016                        | Нису се квалификовале       | Нису се квалификовале       | Нису се квалификовале       | Нису се квалификовале       | Нису се квалификовале       | Нису се квалификовале       | Нису се квалификовале       | Нису се квалификовале |
| 2021                        | Избачене из такмичења       | Избачене из такмичења       | Избачене из такмичења       | Избачене из такмичења       | Избачене из такмичења       | Избачене из такмичења       | Избачене из такмичења       | Избачене из такмичења |
| Укупно                      | 0/6                         | 0                           | 0                           | 0                           | 0                           | 0                           | 0                           |                       |

### Афрички Куп нација у фудбалу за жене
| Афрички Куп нација − резултати | Афрички Куп нација − резултати | Афрички Куп нација − резултати | Афрички Куп нација − резултати | Афрички Куп нација − резултати | Афрички Куп нација − резултати | Афрички Куп нација − резултати | Афрички Куп нација − резултати |                       |
| Година                         | Резултат                       | Утакмица                       | Победа                         | Нерешено                       | Изгубљено                      | ГД                             | ГП                             |                       |
| ------------------------------ | ------------------------------ | ------------------------------ | ------------------------------ | ------------------------------ | ------------------------------ | ------------------------------ | ------------------------------ | --------------------- |
| 1991                           | Нису учествовале               | Нису учествовале               | Нису учествовале               | Нису учествовале               | Нису учествовале               | Нису учествовале               | Нису учествовале               | Нису учествовале      |
| 1995                           | Нису учествовале               | Нису учествовале               | Нису учествовале               | Нису учествовале               | Нису учествовале               | Нису учествовале               | Нису учествовале               | Нису учествовале      |
| 1998                           | Нису учествовале               | Нису учествовале               | Нису учествовале               | Нису учествовале               | Нису учествовале               | Нису учествовале               | Нису учествовале               | Нису учествовале      |
| 2000                           | Нису учествовале               | Нису учествовале               | Нису учествовале               | Нису учествовале               | Нису учествовале               | Нису учествовале               | Нису учествовале               | Нису учествовале      |
| 2002                           | Нису се квалификовале          | Нису се квалификовале          | Нису се квалификовале          | Нису се квалификовале          | Нису се квалификовале          | Нису се квалификовале          | Нису се квалификовале          | Нису се квалификовале |
| 2004                           | Нису се квалификовале          | Нису се квалификовале          | Нису се квалификовале          | Нису се квалификовале          | Нису се квалификовале          | Нису се квалификовале          | Нису се квалификовале          | Нису се квалификовале |
| 2006                           | Групна фаза                    | 3                              | 0                              | 1                              | 2                              | 5                              | 9                              |                       |
| 2008                           | Шампионке                      | 5                              | 5                              | 0                              | 0                              | 11                             | 4                              |                       |
| 2010                           | Другопласиране                 | 5                              | 3                              | 1                              | 1                              | 11                             | 8                              |                       |
| 2012                           | Шампионке                      | 5                              | 5                              | 0                              | 0                              | 18                             | 0                              |                       |
| 2014                           | Нису се квалификовале          | Нису се квалификовале          | Нису се квалификовале          | Нису се квалификовале          | Нису се квалификовале          | Нису се квалификовале          | Нису се квалификовале          | Нису се квалификовале |
| 2016                           | Дисквалификоване               | Дисквалификоване               | Дисквалификоване               | Дисквалификоване               | Дисквалификоване               | Дисквалификоване               | Дисквалификоване               | Дисквалификоване      |
| 2018                           | Групна фаза                    | 3                              | 0                              | 0                              | 3                              | 1                              | 18                             |                       |
| 2020                           | Избачене из такмичења          | Избачене из такмичења          | Избачене из такмичења          | Избачене из такмичења          | Избачене из такмичења          | Избачене из такмичења          | Избачене из такмичења          | Избачене из такмичења |
| 2022                           | Нису се квалификовале          | Нису се квалификовале          | Нису се квалификовале          | Нису се квалификовале          | Нису се квалификовале          | Нису се квалификовале          | Нису се квалификовале          | Нису се квалификовале |
| Укупно                         | 2. титуле                      | 21                             | 13                             | 2                              | 6                              | 46                             | 39                             |                       |